# Rhinopias xenops
Rhinopias xenops és una espècie de peix pertanyent a la família dels escorpènids.

## Descripció
- Fa 15,3 cm de llargària màxima.
- Cap i cos comprimits.[6][7]

## Hàbitat
És un peix marí, demersal i de clima temperat que viu entre 59-124 m de fondària.

## Distribució geogràfica
Es troba al Pacífic: les illes Hawaii i la península de Kii (el Japó).

## Costums
És bentònic damunt roques i corall.

## Observacions
És inofensiu per als humans.